# Kraski (województwo łódzkie)
Kraski – wieś w Polsce położona w województwie łódzkim, w powiecie łęczyckim, w gminie Świnice Warckie.
| SIMC    | Nazwa    | Rodzaj    |
| ------- | -------- | --------- |
| 0297709 | Wylazłów | część wsi |

Przez wieś przebiega magistrala węglowa Gdynia – Śląsk. W miejscowości znajduje się stacja kolejowa Kraski.
W miejscowości znajdują się dwa mostki na trasie magistrali węglowej. Pod jednym z nich przebiega droga powiatowa do Świnic Warckich. Drugi mostek powstał jako przejazd dla kolejki wąskotorowej która łączyła majątek w Kozankach Podleśnych z siecią kolejek kujawskich. Kolejka wąskotorowa do dziś nie przetrwała chociaż powstała wcześniej niż magistrala kolejowa.
W latach 1975–1998 miejscowość administracyjnie należała do województwa konińskiego.